# Félix Nzouango
Félix Nzouango Bikien (Creil, Francia, 7 de enero de 2003) es un futbolista francés que juega de defensa en el K Beerschot VA de la Primera División de Bélgica.

## Trayectoria
En 2018 se incorporó al sector juvenil del Amiens S. C., tras haberse fijado en él el coordinador de la cantera que le había visto jugar en Creil. En julio de 2020 fue comprado por la Juventus por 3 millones de euros. Debutó como profesional con la Juventus Next Gen el 3 de septiembre de 2022 en una victoria por 2-0 contra el Trento.

## Vida personal
Hijo de padre camerunés y de madre francesa, tiene dos hermanas y dos hermanos, uno de los cuales es gemelo.

## Estilo de juego
Es un defensa que puede jugar tanto de central como de lateral.

## Estadísticas

### Clubes
Actualizado al último partido disputado el 29 de marzo de 2024.
| Club                       | Div.          | Temporada     | Liga  | Liga  | Copas nacionales | Copas nacionales | Copas internacionales | Copas internacionales | Total | Total |
| Club                       | Div.          | Temporada     | Part. | Goles | Part.            | Goles            | Part.                 | Goles                 | Part. | Goles |
| -------------------------- | ------------- | ------------- | ----- | ----- | ---------------- | ---------------- | --------------------- | --------------------- | ----- | ----- |
| Juventus Next Gen · Italia | 3.ª           | 2022-23       | 10    | 0     | 1                | 0                | —                     | —                     | 11    | 0     |
| Juventus Next Gen · Italia | Total club    | Total club    | 10    | 0     | 1                | 0                | 0                     | 0                     | 11    | 0     |
| K Beerschot VA · Bélgica   | 2.ª           | 2023-24       | 7     | 0     | 2                | 1                | —                     | —                     | 9     | 1     |
| K Beerschot VA · Bélgica   | 1.ª           | 2024-25       | 0     | 0     | 0                | 0                | —                     | —                     | 0     | 0     |
| K Beerschot VA · Bélgica   | Total club    | Total club    | 7     | 0     | 2                | 1                | 0                     | 0                     | 9     | 1     |
| Total carrera              | Total carrera | Total carrera | 17    | 0     | 3                | 1                | 0                     | 0                     | 20    | 1     |